# 无尽的任务2
《无尽的任务2》，是一款由索尼线上娱乐所开发的大型多人线上角色扮演游戏，于2004年11月8号在北美开始运营。EQ2的背景是其前作EQ1的结局（500年后的诺拉斯，诺拉斯是《无尽的任务》该款游戏的背景大陆）。《无尽的任务2》目前的开发周期大约为一个月更新一到两次LiveUpdate，每年制作出一到两款资料片，期间空档将会释出冒险包作为填补。

## 游戏
无尽的任务2是一款典型的背景基于龙与地下城的游戏。与大部分的角色扮演游戏一样，无尽的任务2主要是通过做游戏里面的任务以及歼灭怪物来获得经验值以及通过掠夺更佳的游戏装备使得角色更强同时又注重角色扮演的游戏。
无尽的任务2创建了一种系统，名为英雄时机。即每种技能都有其对应的纹章，玩家在战斗中可以开启英雄时机之轮，而通过特定的纹章以及技能去开启英雄时机之轮的转动，在5～10秒内玩家必须使用英雄时机之轮中提示需要使用的纹章（即使用对应技能），来完成英雄时机之轮。失败的英雄时机之轮并不会带来任何副作用，但是成功的英雄时机之轮有可能带来额外的伤害和治疗。英雄时机之轮大致分为单人轮和多人轮。每种职业的技能所对应的纹章不超过7种，常用的通常只有3种。
无尽的任务2上线近2年来，一些初始的设定很多都已经改变，一些设定更是综合了魔兽世界以及原作无尽的任务来修改。

## 设定
EQ2的设定类似于EQ1，为命运的年代的500年后。 在EQ2的100～150年前左右，由于激烈的地壳运动使得各大陆破碎。传送门大量损毁，以及诺拉斯的卫星Luclin已经破碎。剩下变动没那么大的大陆被称为“破碎大陆”。
无尽的任务2同样也有副本这个概念——副本是一些区域的复制品，不过填充上不同的怪物和NPC使得区域的作用不同。副本这个概念最先由无尽的任务1于2003年推出的资料片：诺拉斯的失落地下城实现。

### 诸神
目前有8位主神回归Norrath，最新的资料片《库那克的崛起》增加新的三位主神回归，不过玩家所能选择的 信仰 有阵营限制。
正义方的主神有三位：Tunare，Quellious，Marr。中立有两位：Soluseks Ro，Brell，The Tribunal(ROK新增)，Karana (ROK新增) 。邪恶方有三位：Rallos Zek，Innoruuk，Cazic Thule，Bertoxxulous(ROK新增) 。

### 种族
除了维沙族（原来居住在露卡琳的猫型生物）因为露卡琳已经被毁灭的原因不能使用外，其他14个原有的种族都可以使用。不过SOE将原来的维沙族改成了Kerra族，另一种猫型生物，SOE并没有给出一个说法。同时在EQ2增添了一种因为大裂变而从地底出来的种族：Ratonga（鼠型生物）。蛙人在最初的版本是无法使用的，但是你可以通过完成一个单人任务来使用、或者由公会完成一个大型任务从而使整个伺服器可以使用。有一部分的种族，由于在EQ1的信仰关系，开始他们只效忠其中一个城市（可以背叛其宗主城）。
各族起始城市(城市本身陣營):
奎諾斯(正義):野蛮人，矮人,博学者，蛙人,地精，半精灵,半身人，高等精灵,人类，猫人,木精灵
凱拉辛(正義):矮人，地精,半精灵，高等精灵,木精灵，仙灵
自由港(邪惡):野蛮人，博学者,地精，半精灵,人类，蜥蜴人,猫人，巨魔,鼠人，洞穴巨人
奈瑞克(邪惡):黑暗精灵，亞瑞賽仙靈
深懼洋(中立):薩納克龍人

### 冒险职业
| 斗士 | 战士   | 狂战士 |
| 斗士 | 战士   | 守護者 |
| 斗士 | 骑士   | 圣骑士 |
| 斗士 | 骑士   | 闇骑士 |
| 斗士 | 武術家 | 武僧   |
| 斗士 | 武術家 | 拳师   |

| 斥候 | 诗人   | 抒情诗人 |
| 斥候 | 诗人   | 輓歌诗人 |
| 斥候 | 漫遊者 | 游侠     |
| 斥候 | 漫遊者 | 刺客     |
| 斥候 | 盗贼   | 侠盗     |
| 斥候 | 盗贼   | 土匪     |

| 祭司 | 德鲁伊 | 狂怒行者 |
| 祭司 | 德鲁伊 | 隱者     |
| 祭司 | 牧师   | 圣殿牧师 |
| 祭司 | 牧师   | 审判者   |
| 祭司 | 巫医   | 秘术者   |
| 祭司 | 巫医   | 瀆神者   |

| 法师 | 術士   | 巫师     |
| 法师 | 術士   | 地獄使   |
| 法师 | 召唤师 | 元素师   |
| 法师 | 召唤师 | 死灵法师 |
| 法师 | 幻术师 | 幻影师   |
| 法师 | 幻术师 | 異象士   |

无尽的任务2设定了4种主要冒险职业——24种职业的原型：斗士，斥候，法师，祭司。
在Live Update 19前，玩家需要进行一转职和二转职。Live Update 19后，当玩家在开始创建角色时就可以选择最终职业了，而在Live Update 24之后，可以在任意等级通过完成一个进行背叛，转换成对方势力的职业。
职业跟种族不再有限制，转而与其伺奉的宗主城有关联。下表中的背景颜色与城市有关，白色代表奎诺斯和自由港都可用，蓝色代表只有奎诺斯可用，红色代表只有自由港可用。
、

### 交易职业
另外除了冒险职业外，无尽的任务2同时拥有制作物品系统，称为“交易系统”。交易系统一开始都为技工，需要通过训练与冒险职业不同的另外一套经验系统来提升交易技能。玩家需要进行第一次转职和第二次转职来达到更高阶的职业。
值得注意的是，这个设定在Live Update 19中并没有同冒险职业的转职一样废除。在Live Update 24之后，半成品系统被完全废除。资料片费德沃的回声中，引入2个新的次级技能。两个新次级交易技能只能选取一种进行训练，次级交易技能不影响主要交易技能。
| 交易技能     | 交易技能        | 交易技能  | 交易技能                                           |
| 类型         | 第一阶技能/职业 | 技能/职业 | 产品                                               |
| ------------ | --------------- | --------- | -------------------------------------------------- |
| 主要工匠     | 工艺师          | 藝匠      | 家具，箱子, 以及修理工具                           |
| 主要工匠     | 工艺师          | 供糧者    | 食物和饮料                                         |
| 主要工匠     | 工艺师          | 木匠      | 弓，弹药, 木制盾牌，木制武器, 图腾，以及乐器       |
| 主要工匠     | 器械工          | 武器匠    | 金属武器                                           |
| 主要工匠     | 器械工          | 裝甲匠    | 金属装甲，金属盾牌                                 |
| 主要工匠     | 器械工          | 裁缝匠    | 皮布装甲，背包, 投掷武器，娃娃, 箭囊               |
| 主要工匠     | 学者            | 炼金師    | 药剂，毒药, 以及斗士系列职业技能                   |
| 主要工匠     | 学者            | 珠宝匠    | 珠宝以及斥候系列职业技能                           |
| 主要工匠     | 学者            | 贤者      | 祭司和法师系列职业技能                             |
| 次级交易技能 | 熔补            | 熔补      | 奇巧设备，如降落伞, 奇巧作用装备，机器人宠物, 坐骑 |
| 次级交易技能 | 分解            | 分解      | 分解现有魔法物品为魔法成分，以制作新的魔法。       |

### 成就系统
成就系统是一套基于角色职业的角色增强系统。成就系统以点数做单位，成就点数以成就经验作单位。成就经验的获得方法与冒险经验的获得方法稍有不同。在角色等级封顶之前，成就经验只可以通过杀戮特殊怪物，探索特定地点，完成任务，拣取特殊物品来获得。角色等级封顶之后，冒险经验将会通过一个特定的算法，转化成成就经验。比例约1:1.5～1:3，比例随已有成就点数的多寡而波动。

而成就系统的启用也需要角色冒险等级达到10以上才可用，在2008年11月最新資料片闇影奧德賽(The Shadow Odyssey，簡稱TSO)正式上線後，成就系統分成職業專屬系統、分支職業系統與TSO職業系統三種成就系統，其中闇影奧德賽新增的TSO職業成就系統，大致上分成基本職業線、四大職業分支線(鬥士、法師、祭司、斥侯)、細分職業分支線(戰士、騎士、武僧、巫醫、牧師、德魯伊、詩人、漫遊者、盜賊、術士、召喚師、幻術師)、職業專屬分支線(各職業專屬)，每個支線必須先點滿10點才能繼續再往下個分支線點，其中除了基本職業線沒有特殊大招之外，其他分支都有特殊大招，都需要該分支線點滿10點才能點大招，最後的職業專屬分支線擁有2個大招，點了之後都各自會給玩家稱號。

### 使用者介面
无尽的任务2提供了一个基于XML和DDS档案的极其复杂的使用者介面平台。可修改的地方小至一个窗口的配色，大至主程式设定。如LiveUpdate 33中加入的Mozilla浏览器的部分组件，在官方界面下仅可进行简单的网页浏览，但其后有玩家为此浏览器添加上分页浏览以及收藏夹功能。而这些更改都只通过修改使用者介面就可得到。而无尽的任务2的界面开发通过一个名为“EQ2UIbuilder”的程式进行。该程式由索尼线上娱乐开发并更新维护。

## 无尽的任务2东方版
无尽的任务2东方版服务器已经在2006年3月30日悉数全部停止运营（南韩，中国大陆、台湾）。日本服务器并非使用东方版模组，而是基于北美/欧洲服务器的基础单纯只进行日文化的服务器，目前仍在运营中。
2005年春，索尼线上娱乐已经决定游戏橘子为东亚游戏总代理（南韩，中国大陆、台湾）。并且由SOE原班人马开发出另一套角色模组，称为东方版模型。事实上东方版客户端里面依然藏有西方版模型，而西方版客户端在Live Update 16后也提供了东方模型可选功能。事实上游戏橘子也配合了一些东亚市场的特点来加以改进，包括添加一些东方版独有任务，有限的当地语音提示，以及独有物品/任务。游戏橘子也尝试了对无尽的任务2进行翻译，但是翻译水平低劣。
并且，很不幸地，由于游戏橘子与索尼线上娱乐的技术衔接过于失败（技术差距过大），大部分此类新增元素都或多或少存在着臭虫。在2005年7月大陆内测期间，甚至出现了大陆服务器直接取用台湾服务器的补丁而造成严重当机的丑闻，普遍相信是游戏橘子台北总公司和北京分公司沟通不足所造成。同时三地的登陆服务器架设在新加坡，游戏服务器架设在香港，这个设定对于台湾用户和南韩用户可能影响不大，但是对于因为中国大陆的出口带宽相对较少，就严重影响着大陆用户的游戏质量。
2005年8月23日，游戏橘子开始对中国大陆进行公开测试。仓促的准备以及不太好的汉化质量，同时当时在中国大陆，大量游戏玩家的配置过差，对于想流畅地进行游戏（甚至仅仅是进入游戏）是不太可能的。初期因此已流失了大量潜在客户。

在本图你可以看见：右下方，大部分状态信息以英文呈现，右上方，任务信息以英文呈现，左方，角色技能以英文呈现

2005年11月，游戏橘子对三地游戏服务器进行了Live Update 15，翻译程度不甚理想，之后游戏橘子也尝试大大小小的更新来改善游戏翻译质量，但其最终结果对于非英语母语使用者来说只能说是十分勉强的品质。同时本次升级将游戏难度大幅提高。导致部分不适应的用户离开。
2005年12月，游戏橘子于台湾服务器开启了冒险包《血脉传奇》。
2006年1月，游戏橘子于大陆服务器开启了资料片《烈焰沙漠》。
2006年1月下旬，三地均出现不同程度的无法登陆服务器问题，游戏橘子花了将近20天的时间才将问题完全修复。大部分东方版玩家相信这次问题是无尽的任务2东方版运营过程中出现的恶性影响最大的事件。
2006年2月28日，游戏橘子在下午的一次维护后宣布：2006年3月30日将停止运营包含无尽的任务1的所有相关服务。所有原有的东方版玩家（包括韩国，中国大陆、台湾）将可以免费迁移至美版服务器免费游戏3个月。一些玩家的帐号或角色在迁移过程中出现问题，索尼线上娱乐已承诺免费为这些用户解决问题，问题至今已完全解决。
游戏橘子于测试运转期间，对于翻译上而言，主要存在一个无法解决的问题，因职业名称「贤者」与物品名称「鼠尾草」，其英文皆为同一单字「SAGE」，因此将「SAGE」指定为「贤者」时，就会出现物品名称错误，而将「SAGE」指定为「鼠尾草」时，则会出现职业名称错误，此一错误一直无法解决。

## 冒险包和资料片
以下日期均为北美时间
| 名称         | 类型   | 日期           |
| ------------ | ------ | -------------- |
| 血脉传奇     | 冒险包 | 2005年3月21日  |
| 裂爪传说     | 冒险包 | 2005年6月28日  |
| 烈焰沙漠     | 资料片 | 2005年9月13日  |
| 天空王国     | 资料片 | 2006年2月21日  |
| 没落皇朝     | 冒险包 | 2006年6月14日  |
| 费德沃的回声 | 资料片 | 2006年11月14日 |
| 库纳克之崛起 | 資料片 | 2007年11月13日 |
| 闇影奧德賽   | 资料片 | 2008年11月18日 |